# Soyuz TM-16
Soyuz TM-16 foi a 16ª expedição à estação Mir.

## Tripulação
Lançados
| Posição           | Cosmonauta            |
| ----------------- | --------------------- |
| Comandante        | Gennadi Manakov       |
| Engenheiro de voo | Aleksander Poleshchuk |

Aterrissaram
| Posição                | Cosmonauta            | Duração          | Lançou na   |
| ---------------------- | --------------------- | ---------------- | ----------- |
| Comandante             | Gennadi Manakov       | 179d 00h 43m 46s | Soyuz TM-16 |
| Engenheiro de voo      | Aleksander Poleshchuk | 179d 00h 43m 46s | Soyuz TM-16 |
| Cosmonauta-pesquisador | Jean-Pierre Haigneré  | 20d 16h 08m 52s  | Soyuz TM-17 |

## Parâmetros da Missão
- Massa: 7 150 kg
- Perigeu: 393 km
- Apogeu: 394 km
- Inclinação: 51.6°
- Período: 92.4 minutos

## Pontos altos da missão
A primeira Soyuz sem uma ponta de prova desde 1976. Ela carregava a unidade de aterrissagem andrógina APAS-89 diferente do sistema APAS-75 usado em 1975, porém com algumas similaridades em princípios gerais. A Soyuz-TM 16 utilizou este sistema para se unir em uma porto andrógino no módulo Kristall. Isto foi um teste do sistema de acoplamento em preparação para as uniões de ônibus espaciais com a Mir.